# NGC 4615
NGC 4615 = Arp 34 ist eine Spiralgalaxie mit ausgedehnten Sternentstehungsgebieten vom Hubble-Typ Scd im Sternbild Haar der Berenike am Nordsternhimmel. Sie ist schätzungsweise 211 Millionen Lichtjahre von der Milchstraße entfernt und hat einen Durchmesser von etwa 100.000 Lj.
Halton Arp gliederte seinen Katalog ungewöhnlicher Galaxien nach rein morphologischen Kriterien in Gruppen. Diese Galaxie gehört zu der Klasse Spiralgalaxien mit der Form eines Integralzeichens (Arp-Katalog). Im selben Himmelsareal befinden sich u. a. die Galaxien NGC 4613, NGC 4614, IC 3644, IC 3646.
DieTyp-IIn-Supernova SN 1987F wurde hier beobachtet.
Das Objekt wurde am 9. Mai 1864 von Heinrich d’Arrest entdeckt.